# 17-й батальон территориальной обороны Кировоградской области
17-й батальон территориальной обороны Кировоградской области (укр. 17-й батальйон територіальної оборони) — отдельный батальон, созданный в Кировоградской области и вошедший в состав 57-й отдельной мотопехотной бригады Сухопутных войск Украины.

## Предшествующие события
19 марта 2014 года Совет национальной безопасности и обороны Украины принял решение о создании оперативных штабов при областных государственных администрациях пограничных областей Украины. 30 марта 2014 года и. о. президента Украины А. В. Турчинов поручил руководителям областных администраций начать создание батальонов территориальной обороны в каждой области Украины.
30 апреля 2014 года было принято официальное решение возложить функции создания батальонов территориальной обороны в каждой области Украины на областные военные комиссариаты.

## Формирование батальона
Формирование батальона началось 23 апреля 2014 года и было завершено 30 апреля. Примерно половину из 420 военнослужащих составляли добровольцы, остальные были мобилизованными. Среди личного состава были лица, уже имевшие опыт военной службы, а также несколько участников боевых действий и миротворческих операций.
Обеспечение потребностей батальона проходило при содействии со стороны областной администрации Кировоградской области и с использованием бюджетных средств города Кировограда и Кировоградской области:
- так, 29 мая 2014 из средств городского бюджета Кировограда было выделено 99 900 гривен на приобретение для батальона 25 бронежилетов[9][10]; на эти деньги были куплены 34 бронежилета IV класса защиты, из которых батальон получил только 31 (ещё три передали в кировоградский гарнизон)[11][12]

Кроме того, батальон получал материальную помощь из внебюджетных источников:
- так, 23 мая 2014 батальону передали 14 бронежилетов, купленных на пожертвования частных лиц[13]
- 3 июня 2014 батальону передали ещё 14 бронежилетов, купленных на пожертвования частных лиц[1]
- 24 июня 2014 пулемётчик батальона А. Верховенко сообщил в интервью, что военнослужащие батальона за время несения службы на блокпосту в районе Мелитополя собрали с проезжавших водителей 10 тыс. гривен пожертвований, на которые купили 7 биноклей. Каждому водителю выдавали квитанцию, в которой указывали сумму денег, которые он пожертвовал на нужды 34-го батальона[7]
- 26 июня 2014 Кировоградская областная больница передала для батальона партию медикаментов и продовольствие[14]
- 17 сентября 2014 батальон получил один грузовик ЗИЛ-130, отремонтированный за счёт ООО «Коминтерн-Агро»[15]
- 5 ноября 2014 волонтёры из Израиля прислали для батальона 45 индивидуальных перевязочных пакетов[16]

В середине мая 2014 началась боевая подготовка, однако представители областного военного комиссариата утверждали, что батальон не будет задействован в «антитеррористической операции».
16 июня 2014 личный состав принёс присягу.
В начале июня 2014 года, после создания в Кировоградской области 34-го батальона территориальной обороны было предложено объединить 17-й и 34-й батальоны в бригаду территориальной обороны Кировоградской области.
В дальнейшем, 17-й, 34-й и 42-й батальоны территориальной обороны вошли в состав 57-й отдельной мотопехотной бригады Сухопутных войск Украины.
В соответствии с указом президента Украины П. А. Порошенко № 44 от 11 февраля 2016 года оказание шефской помощи батальону было поручено Кировоградской областной государственной администрации.

## Деятельность
В июне 2014 года батальон находился в районе Мелитополя Запорожской области — военнослужащие охраняли аэропорт Мелитополя и несли службу на нескольких блокпостах, установленных на дорогах в районе Мелитополя.
В дальнейшем, на протяжении длительного времени батальон действовал в зоне боевых действий на юго-востоке Украины.
По состоянию на 26 июня 2014 года батальон находился в прифронтовой зоне в районе Донецка.
В начале сентября 2014 подразделение из 80 военнослужащих 17-го батальона территориальной обороны было направлено на усиление 34-го батальона территориальной обороны, который нёс службу на нескольких блокпостах вокруг Горловки.
По состоянию на начало октября 2014 личный состав 17-го и 34-го батальонов территориальной обороны нёс службу на территории Донецкой области, на нескольких блокпостах вокруг Горловки.
17 октября 2014 батальон был направлен к месту постоянной дислокации и утром 18 октября 2014 прибыл в Кировоградскую область.
8 января 2015 в боях за Донецкий аэропорт был ранен и 16 января 2015 скончался от полученных ранений в госпитале Харькова один военнослужащий батальона (В. В. Костюк).
Ещё один военнослужащий батальона (А. В. Пойда) погиб в январе 2015 года во время боя на блокпосту в районе Горловки.
В конце января 2015 года на блокпосту № 7 в районе Горловки взрывом миномётной мины был убит один военнослужащий батальона (ст. лейтенант А. Ильин) и тяжело ранен ещё один (гранатомётчик В. Ткачёв).
По состоянию на 10 февраля 2015 года, батальон находился в районе Дебальцево. В этот день, 10 февраля 2015 в результате артиллерийского обстрела блокпоста в районе Горловки погибли ещё два военнослужащих батальона (И. С. Гаспарян и В. Харти). 11 февраля 2015 в районе Дебальцево в результате взрыва мины погиб ещё один военнослужащий батальона
В середине февраля 2015 года батальон находился в районе города Дзержинск Донецкой области.
25 марта 2015 командир батальона сообщил, что с момента формирования потери батальона составили 4 военнослужащих убитыми и 41 ранеными.
21 мая 2015 в районе Горловки погиб военнослужащий батальона М. П. Гончарук.
В июне 2015 года военнослужащие батальона прошли двухнедельный курс обучения минированию. Инструкторами являлись волонтёры проекта «Повернись живим».
22 июля 2015 в районе Горловки был тяжело ранен военнослужащий батальона Ю. Ковальчук (он был доставлен в госпиталь, но скончался от полученных ранений).
16 августа 2015 во время обстрела позиций на линии фронта в районе Горловки погибла солдат-телефонист батальона К. В. Носкова.
19 июля 2015 на церемонии награждения военнослужащих батальона было объявлено, что за период деятельности 48 военнослужащих батальона были награждены орденами и медалями, а потери составили шесть военнослужащих убитыми и свыше 100 ранеными
27 декабря 2015 года во время митингов жителей города, выступавших против переименования Кировограда в Ингульск военнослужащие батальона обеспечивали охрану зданий государственных учреждений в центре Кировограда.
В марте 2016 года батальон продолжал деятельность в зоне боевых действий. 31 марта 2016 в селе Зайцево во время миномётного обстрела погиб военнослужащий батальона.

## Техника, вооружение и снаряжение
Личный состав батальона вооружён автоматами АК-74 и АКС-74У, также имеется несколько пулемётов.
В распоряжении батальона есть автотранспорт (грузовики).
По состоянию на 24 июня 2014, уровень материально-технического обеспечения батальона был неудовлетворительным, на 420 военнослужащих имелось 50 бронежилетов и не имелось ни одной радиостанции.
13 января 2015 Кировоградская областная администрация передала батальону экскаватор (ранее принадлежавший автобазе Кировоградской областной рады).
10 февраля 2015 батальону передали подаренный волонтёрами грузовик ГАЗ-53 (в кузове которого установили передвижную баню).
12 февраля 2015 Кировоградская областная администрация передала батальону автомашину УАЗ-452.
13 февраля 2015 батальону передали ещё три единицы техники: один внедорожник ВАЗ-21213 «Нива», один грузовик ГАЗ-52 и один бронированный грузовик УАЗ-3303.
В середине марта 2015 года для батальона начался ремонт трёх грузовиков ГАЗ-66. После окончания ремонта и установки элементов бронирования для защиты кабины, 31 марта 2015 года все три грузовика были переданы батальону.